# Edward Blount
Pour les articles homonymes, voir Blount.
Edward Blount (18 juillet 1769 - 20 mars 1843), est un banquier et homme politique whig britannique.

## Biographie
Il est le fondateur de la Provincial Bank of Ireland.
Il devient membre de la Chambre des communes en 1830.
Il est le père d'Edward-Charles Blount.

## Sources
- Blount, Edward (1769–1843), campaigner for Roman Catholic civil rights, in Oxford Dictionary of National Biography